# Stefan Sanderling
Stefan Sanderling (Berlino Est, 2 agosto 1964) è un direttore d'orchestra tedesco.
È figlio del direttore d'orchestra Kurt Sanderling e della contrabbassista Barbara Sanderling.  Il fratellastro è il direttore Thomas Sanderling. Suo fratello Michael Sanderling è un violoncellista e direttore d'orchestra..

## Biografia
In gioventù Sanderling ha suonato il piano e il clarinetto. La sua prima esperienza universitaria fu ad Halle, in Germania. Al Los Angeles Philharmonic Institute Sanderling studiò con i direttori Leonard Slatkin, Yuri Temirkanov, Edo de Waart e John Nelson. In seguito frequentò la USC Thornton School of Music della University of Southern California e studiò con Daniel Lewis. Studiò anche con Kurt Masur al Conservatorio di Lipsia.
La prima posizione professionale di Sanderling fu a Potsdam, in Germania. È inoltre stato direttore musicale dello Teatro statale di Magonza e della Philharmonisches Staatsorchester Mainz. Nel 1996 è diventato direttore principale dell'Orchestre symphonique de Bretagne e ha prestato servizio fino alla fine della stagione 2003-2004.
Negli Stati Uniti Sanderling è stato nominato direttore musicale della Florida Orchestra nel maggio 2002 e ha assunto ufficialmente questa posizione nella stagione 2003-2004. Nel giugno 2006 ha prolungato il suo contratto con la Florida Orchestra fino alla stagione 2010-2011. Il suo contratto fu ulteriormente ampliato fino alla stagione 2013-2014 e a quella data avrebbe dovuto concludere la sua permanenza nella Florida Orchestra. Come fattori che provocarono le sue dimissioni ci furono rapporti conflittuali tra Sanderling e la direzione dell'orchestra, per quanto riguardava le finanze e la programmazione. Fatto sta che nel giugno 2012 l'orchestra annunciò la rapida conclusione del mandato di Sanderling nella Florida Orchestra dopo la stagione 2011-2012. La sua ultima apparizione con l'orchestra avvenne nel maggio 2014.
Sanderling diventò direttore ospite principale dell'Orchestra Sinfonica di Toledo nel 2002, con un contratto iniziale di due anni. L'orchestra successivamente portò il suo titolo a direttore principale e ricoprì questo incarico fino alla stagione 2016-2017. Sanderling diresse l'Orchestra Sinfonica di Toledo nel suo debutto alla Carnegie Hall nel maggio 2011, nell'ambito del festival "Spring for Music". Sanderling diventò direttore musicale della Chautauqua Symphony Orchestra all'inizio della stagione estiva 2008, un incarico che ricoprì fino al 2011.
Nel settembre 2015 Sanderling fu nominato successivo direttore principale della Liechtenstein Symphony Orchestra, con effetto dalla stagione 2016-2017.

## Vita privata
Sanderling è sposato con la violoncellista Isabelle Besançon, che in passato ha suonato nell'Orchestre symphonique de Bretagne, dove si sono incontrati. Si sposarono nel novembre 2002. Il 31 dicembre 2002 ci fu un incidente al Raymond James Stadium, dove la coppia avrebbe dovuto incontrare l'uomo d'affari di Tampa David Harbert, in una partita di football americano, come ospiti. Una guardia di sicurezza impedì alla Besançon di entrare nello stadio a causa della sua borsa troppo grande, conseguenza delle crescenti preoccupazioni per la sicurezza dopo gli attentati dell'11 settembre 2001. L'incidente si aggravò perché una guardia giurata dichiarò che "non poteva rischiare di lasciare entrare la coppia perché erano stranieri". La questione fu poi risolta in una lettera di scuse da parte di Barbara Casey, direttore delle comunicazioni per la Tampa Sports Authority, a Sanderling.